# 田浦直蔵
田浦 直蔵（田浦 直藏、たうら なおぞう、1898年（明治31年）10月15日 - 1965年（昭和40年）8月17日）は、大正から昭和期の実業家、政治家。参議院議員（1期）、長崎県議会議長。

## 経歴
長崎県北松浦郡平村（平町、宇久町を経て現佐世保市宇久町）で、田浦甚吉の二男として生まれる。1916年（大正5年）長崎県水産講習所（現長崎県立長崎鶴洋高等学校）を卒業した。
1916年、長崎県農林技手となる。1924年（大正13年）長崎県漁業組合連合会が設立され同会主事に就任。1932年（昭和7年）長崎水産商事(株)を設立して取締役社長に就任。上海支店を設け、その他、長崎魚市場取締役、グランドサービス取締役なども務めた。
1947年（昭和22年）長崎県議会議員に選出され4期在任し、この間、同議長も務めた。長崎県の南米移住政策、水産振興対策、離島振興政策の推進に尽力した。
1965年（昭和40年）7月の第7回参議院議員通常選挙で長崎県地方区から自由民主党公認で出馬して当選したが、選挙後に病を得て同年8月に死去し、参議院議員に1期在任した。死没日をもって勲四等瑞宝章追贈、従五位に叙される。